# يوم اللاعبين
يوم اللاعبين (بالإنجليزية: gamersday)‏ هو معرض خاص بألعاب الفيديو يقام سنوياً بمدينة الرياض في المملكة العربية السعودية. بدأ المعرض في عام 2015 وقدر عدد حضور المعرض ب 60 ألف زائر، ويعتبر المعرض من أكبر معارض الشرق الأوسط الخاصة بألعاب الفيديو.

## وصلات خارجية
- الموقع الرسمي